# Arthrocnodax coryligallarum
Arthrocnodax coryligallarum is een muggensoort uit de familie van de galmuggen (Cecidomyiidae). De wetenschappelijke naam van de soort is voor het eerst geldig gepubliceerd in 1887 door Targioni-Tozetti.